# Sabine Andrivon-Milton
Pour les articles homonymes, voir Milton.

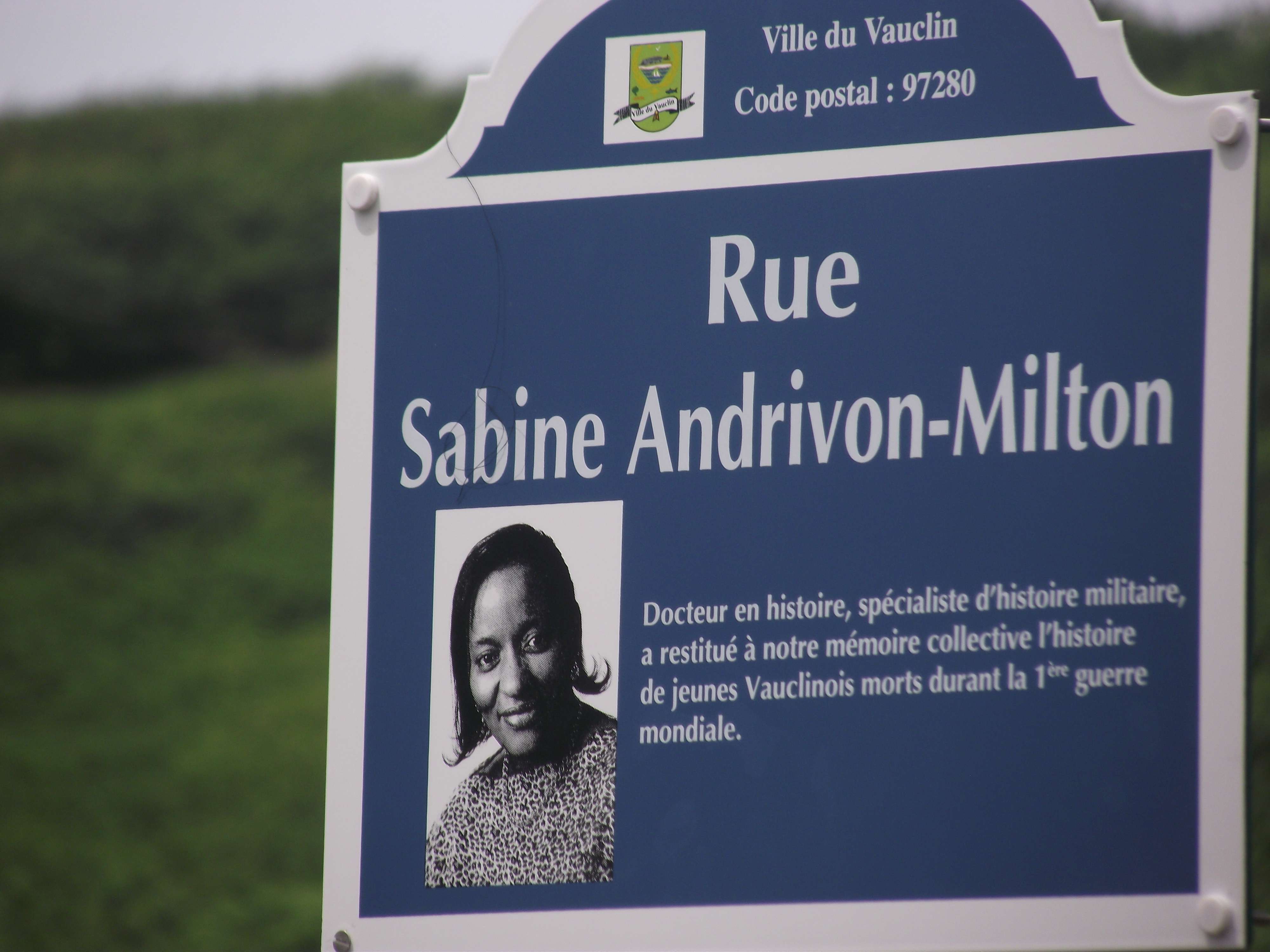
En juin 2013, une rue du Vauclin (Pointe Athanase), est dénommée rue Sabine Andrivon-Milton.

Sabine Andrivon-Milton, née à Fort-de-France le 22 février 1970, est une historienne française spécialiste de l'histoire militaire de la Martinique, enseignante, auteure et créatrice de jeux de société sur la Martinique.

## Biographie

### Enfance et études
Sabine Andrivon-Milton est la cadette d'une famille qui compte aussi deux garçons. Son père Camille Andrivon était garagiste et sa mère Maguy Andrivon née Deslances était infirmière. Elle est mariée avec Germany Milton et ils ont deux enfants : Florian et Lauryne.
Scolarisée à l'école primaire de Sainte-Thérèse B puis au collège de Sainte-Thérèse, elle est entrée au lycée de Bellevue en 1984 et a décroché son bac série A1. Elle a effectué ses études à l'Université des Antilles et de la Guyane de Schœlcher en Martinique et à l'Université Panthéon-Sorbonne (Paris 1). Sur le campus de Schoelcher, elle a soutenu une thèse de doctorat intitulée La Martinique et la Grande Guerre le 19 décembre 2003 et s'est spécialisée en Histoire militaire.

### Inscription des soldats martiniquais sur les monuments aux morts
Présidente de l'association « Histoire Militaire de la Martinique », elle est l'initiatrice de l'inscription des noms des soldats oubliés sur les monuments aux morts. Elle a découvert que près de 150 noms de soldats martiniquais morts pendant la Grande Guerre et ayant obtenu la mention « Mort pour la France » n'étaient pas inscrits sur les monuments aux morts. Depuis 2005, plusieurs municipalités ont décidé d'ajouter ces noms : Vauclin, Saint-Joseph, Basse-Pointe, Ajoupa- Bouillon, Sainte-Marie, Trinité, Fort-de-France, Marigot, Fonds-Saint-Denis, Gros-Morne... Elle milite aussi pour que les monuments aux morts soient érigés dans les communes qui n'en n'avaient pas. Ce fut le cas pour Sainte-Luce et Saint-Pierre, Rivière-Pilote (en avait un qui avait été enlevé). Elle a organisé la manifestation « Monuments aux morts en lumières » qui consiste à illuminer les monuments aux morts pendant la semaine de la commémoration de l'Armistice du 11 novembre 1918. Dans le cadre de cette action, elle participe aux inaugurations de plaques situées sur les monuments aux morts à Rivière Pilote le 8 mai 2021 (inauguration du nouveau monument aux morts), à Marigot le 4 juillet 2021 (inauguration des plaques avec rajout des noms des soldats), à Fort-de-France le 2 novembre 2021 (inauguration des plaques avec rajout des noms des soldats). 
En décembre 2021 et janvier 2022, Sabine Andrivon-Milton proteste fermement contre les destructions des plaques des monuments aux morts perpétrées par des personnes anonymes.
Elle a le soutien des associations d'anciens combattants et de la population martiniquaise. En novembre 2015, elle permet la restauration de la plaque commémorative située dans le cimetière de Balata sur laquelle étaient inscrits les noms des soldats originaires du quartier de Balata morts pendant la Grande Guerre.[réf. souhaitée]
Pour son engagement auprès de la Défense, elle est lieutenant de la Réserve citoyenne. En 2018, elle atteint le grade de commandant.
Le 17 juin 2023, elle participe à l'inauguration du monument commémoratif destiné aux 4 soldats martiniquais de Boutigny pour lequel elle a servi de relais en Martinique en faisant découvrir l'histoire de ces soldats à la population martiniquaise.
Le  8 juillet 2023, elle organise avec d'autres citoyens une marche silencieuse à Fort-de-France afin de dire « stop à la destruction des monuments aux morts et respect pour ceux qui se sont battus pour notre liberté ».

### Publications et organisation de colloques
Le 10 novembre 2010, au Ministère des Outre-mer à Paris, elle organise le colloque Les Anciennes Colonies françaises et la Grande Guerre regroupant les spécialistes venus de la Guadeloupe (Ary Broussillon), de La Réunion (Rachel Mnémosyme), de la Nouvelle-Calédonie (Sylvette Boyer représentée par Sarah Mohammed), de la Guyane (Virginie Brunelot). Le 8 novembre 2011, ce colloque se déplace sur la Martinique et se déroule au Fort Desaix. Reconnue par la population martiniquaise, elle fut élue femme de l'année 2011 par les auditeurs de Martinique 1re pour le travail accompli.
En novembre 2012, elle contribue à l'écriture de l'ouvrage Le Fort Desaix et le 33e RIMa, une histoire de marsouins aux Antilles.
En 2014, avec le Centenaire de la Première Guerre mondiale, elle est sollicitée pour participer à des colloques et des tables rondes. En mai 2014, elle réalise une intervention intitulée Les Femmes martiniquaises dans la guerre dans le cadre du colloque La Caraïbe et la Première Guerre mondiale organisée par les Archives départementales de la Guadeloupe et la Société d'histoire de la Guadeloupe. Le 8 juillet, elle intervient dans une table ronde au Sénat en présentant une communication intitulée Les soldats antillo-guyanais dans la Grande Guerre. Localement, elle présente de nombreuses conférences dans les établissements scolaires, dans les associations et autres afin d'exposer le rôle de la Martinique et des Martiniquais dans la Grande Guerre. En juin 2015, elle participe au colloque organisé par la Société française d'histoire des outre-mers (SFHOM) à l'Université Paris-Sorbonne et présente une communication intitulée La Production de sucre et du rhum à la Martinique au service de l'effort de guerre et ses conséquences sur la colonie.
Elle organise du 18 février au 27 février 2016, la manifestation La Martinique et sa filleule Étain (pour lequel elle a reçu le Label Centenaire) qui consiste à amener une délégation de Martiniquais (94 personnes) à Étain qui fut une ville détruite pendant la Grande Guerre et reconstruite par la Martinique. 54 jeunes des collèges de Terreville et du Vauclin et du LPA du Robert accompagnés de leurs enseignants, d'anciens combattants et de sympathisants ont assisté à la commémoration de la bataille de Verdun (Bois des Caures), à la signature du jumelage entre Étain et le Vauclin, aux cérémonies d'hommages aux soldats martiniquais.[réf. souhaitée]
Le 11 janvier 2017, le projet présenté par l'association Histoire militaire de la Martinique intitulé Les Soldats martiniquais et le Chemin des Dames a reçu le Label Centenaire.
En décembre 2017, elle co-organise le groupement des auteurs de la Martinique (LAM) avec Arlette Pujar et Jala (Jeanine Lafontaine).
En mars 2019 parait son ouvrage les Histoires de Sabine, volume 1 suivi en mai 2021 de la publication du volume 2.

### Création de jeux de société et de livrets de jeux de mots
Sabine Andrivon-Milton est créatrice de nombreux jeux de société sur le thème de la Martinique.
En octobre 2017, elle réalise le jeu de cartes 9 familles Je découvre la Martinique (1er prix REALIZ)  puis en 2018 le jeu de société La Martinique au bout des doigts, et la même année la Martinique en jeux de société. Le second volume du jeu de cartes 9 familles Je découvre la Martinique parait en juillet 2019. En juin 2019, elle réalise La Martinique en puzzle, un puzzle de 300 pièces présentant la Martinique et ses communes. En août 2019 parait le livret La Martinique en multijeux (volume 1) qui regroupe des mots mêlés, fléchés, codés, rébus, charades, etc., tous sur le thème de la Martinique.
En juin 2020, elle réalise des puzzles pour enfants Téo et Léa à la plage du Diamant (15 pièces) et Ethan et Laury se promènent au jardin (60 pièces). En juillet 2020, ses nouveaux projets sont le jeu de cartes Chouval twa pat et Mémory et le jeu MartiniQuiz. Elle publie ensuite en décembre 2020 La Martinique et son patrimoine en jeux.
En 2021, elle réalise Martinik Mémory (mars 2021), Martinique ti mapipi quiz (avril 2021), La Martinique et son patrimoine en puzzle (300 pièces), (mai 2021), La Martinique en multijeux volume 2 (juillet 2021), une nouvelle édition de La Martinique au bout des doigts (novembre 2021), et le Martiniquiz volume 2 (décembre 2021). En janvier 2022 parait son jeu La Martinique en 10 secondes.
En mai 2022, elle se lance un défi qui consiste à offrir des livrets de mots mêlés à tous les enfants de CM1-CM2 de la Martinique soit plus de 8 200 élèves. Ce projet aboutit grâce à l'aide de la générosité de la population martiniquaise et de plusieurs sponsors.
En décembre 2022, elle publie de nouveaux jeux, Martinique Ludique et le kimoun et La Martinique en 55 dates (jeu de cartes).
En 2023, elle réalise un jeu destiné aux couples sous le nom de Es zot an tjè koko, un jeu de cartes Matnik tibak, une nouvelle version du jeu de cartes Chouval twa pat,  un jeu de cartes Premié Rivé et bataille et 4 puzzles: la bibliothèque Schoelcher (300 pièces), la course des yoles (300 pièces), l'église des Anses d'Arlet (120 pièces) et le Cap 110 (120 pièces). Elle publie le livret Mots mêlés magazine niveau 2-3.

## Distinctions et décorations
En février 2013, elle est décorée de l'Ordre National du Mérite. 
En avril 2013, elle reçoit la médaille de bronze du service militaire volontaire. 
En juin 2013, une rue du Vauclin (Pointe Athanase), est dénommée rue Sabine Andrivon-Milton.
Le 1er janvier 2017, elle est nommée chevalier de la Légion d'honneur.

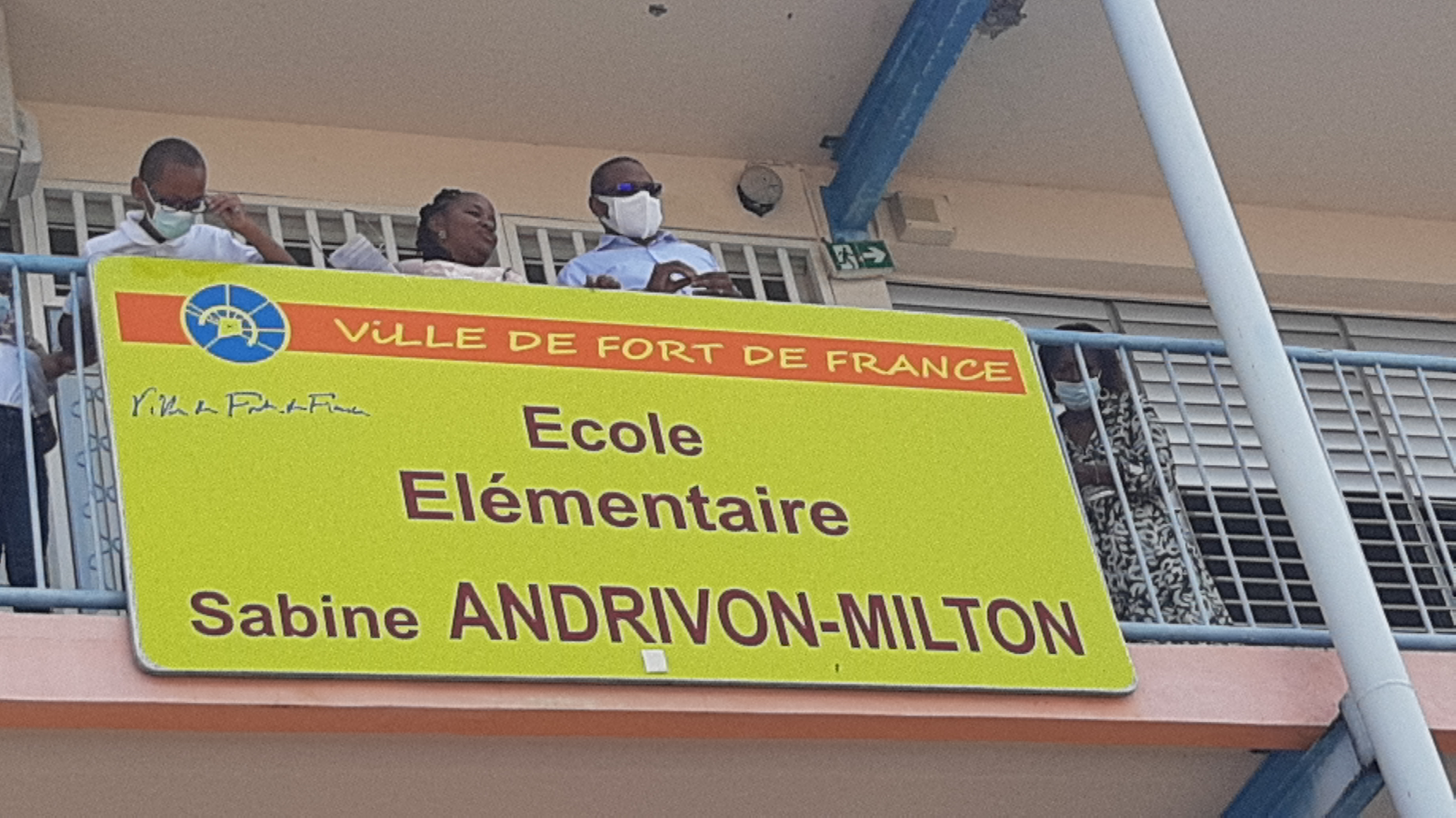
L'école Sainte-Thérèse B devient l'école élémentaire Sabine Andrivon-Milton.

Le 19 mars 2021, l'école primaire Sainte-Thérèse B à Fort-de-France devient l'école élémentaire Sabine Andrivon-Milton.
Le 8 mai 2022 est inaugurée à Fort-de-France, l'allée de la dissidence, projet porté par l'historienne et l'association Histoire militaire de la Martinique.

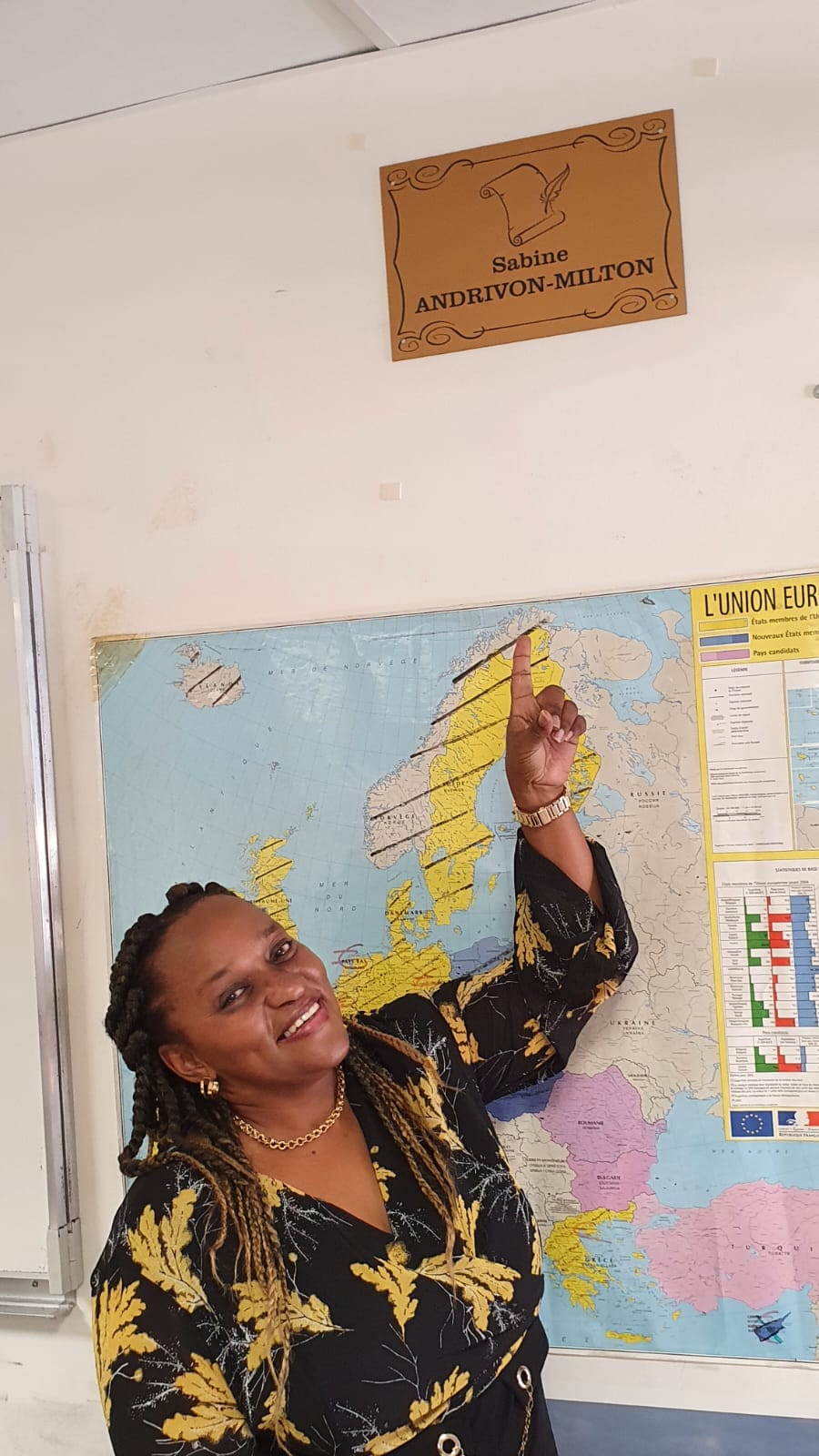
Une salle de cours au nom de Sabine Andrivon-Milton.

Le 30 mai 2022, une salle de cours du collège Suzanne Roussi-Césaire des Trois-Ilets porte son nom.
Le 27 juin 2023, elle reçoit des mains du Ministre délégué chargé des Outre-mer, Jean-François Carenco, la médaille d'argent de l'engagement ultramarin.
Le 2 juin 2023, elle est promue officier de l'ordre national du Mérite.
Le 4 juillet 2023, elle est nommée chevalière des Arts et des Lettres.
Résumé des distinctions reçues :
- Chevalière de la Légion d'honneur
- Chevalière de l'ordre national du Mérite
- Chevalière de l'ordre des Arts et des Lettres (2023)
- Médaille de bronze du service militaire volontaire
- Médaille de bronze du Souvenir français
- Médaille de bronze de l'ONAC (Office National des Anciens Combattants)
- Médaille d'argent de l'engagement ultramarin

## Télévision et radio
Elle réalise des modules télévisés historiques diffusés sur Martinique 1re :  Propos de guerre (Novembre 2013), Lettres de poilus martiniquais (novembre 2014), Des soldats martiniquais de la Grande Guerre (novembre 2015).
Elle anime pendant plusieurs années, une rubrique intitulée Une île une histoire sur Martinique 1re radio
Elle intervient auprès de Rodrigue sur RCI dans l'émission Quelle histoire diffusée le dimanche matin.
Elle intervient dans plusieurs documentaires :
- Jean Jules Joseph, un soldat créole, David Hunger et Daniel Picouly, 2014
- On a retrouvé le soldat Borical, Barcha Bauer, La Lanterne, 2013
- Gwadloup en Argonne, Fred Foret, extérieur jour, 2011.
- Antilles, la guerre oubliée de Frédéric Monteil, 2019
- Martinique, à jamais dans nos cœurs, de Jil Servan, Palaviré production, France O, décembre 2021

Martinique Première a diffusé en novembre 2021 une émission qui lui est consacrée intitulée Ziétaj.

## Publications
- La Martinique, base navale dans le rêve mexicain de Napoléon III (1862-1867), SAM éditions, novembre 1996, 128 p.
- La Martinique et la Grande Guerre, Éditions L'Harmattan, novembre 2005
- Le Livre d'or des soldats martiniquais morts pendant la Grande Guerre, SAM éditions, novembre 2006
- Lettres de Poilus martiniquais, SAM éditions, novembre 2008, 170 p. (ISBN 978-2-951-063228)
- La Martinique pendant la Grande Guerre, recueil de poèmes et de chants, SAM éditions, novembre 2009
- Anatole dans la tourmente du Morne Siphon, L'Harmattan, juillet 2010 (ISBN 978-2-296-12594-0), p. 101
- La Martinique en 200 questions-réponses, Orphie, octobre 2011
- Belle la Martinique vue du ciel, Orphie, coll. « textes et légendes »
- Le Fort Desaix et le 33e RIMa, une histoire de marsouins aux Antilles, novembre 2012, contribution
- Fort-de-France en 200 questions-réponses, Orphie, juillet 2014
- Quizz, la Grande Guerre, les Antilles et la Guyane, SAM éditions, juillet 2014, 114 p. (ISBN 978-2-951-063266)
- La Martinique et la Première Guerre mondiale en 100 questions-réponses, Orphie, novembre 2016, 83 p. (ISBN 979-10-298-0144-0). Label Centenaire.
- Les histoires de Sabine, volume I, SAM éditions, avril 2019, 141 p. (ISBN 978-2-9510632-7-3), chap. volume I
- La Martinique en multijeux, volume I, SAM éditions, août 2019 (ISBN 978-2-491-130008)
- Les Histoires de Sabine, volume II, SAM éditions, mai 2021 (ISBN 978-2-951-063273)
- La Martinique en multijeux, volume II, SAM éditions, juillet 2021, 74 p. (ISBN 978-2-491-130022)
- La Martinique en mots mêlés niveau 1, SAM EDITIONS, juin 2022
- La Martinique en mots mêlés niveau 2-3, SAM EDITIONS, aout 2023